# Río Gourits
El río Gourits (afrikáans: Gouritsrivier), a veces escrito "río Gouritz", está situado en la provincia del Cabo Occidental, en Sudáfrica.
El río Gourits fluye desde la confluencia del río Gamka y el río Olifants y se une al río Groot, antes de fluir a través de las montañas Langeberg y la llanura costera. Finalmente desemboca en el océano Índico a través del estuario de Gourits cerca de Gouritsmond.